# Steven Weinberg
Steven Weinberg (New York, 1933. május 3. –  Austin, 2021. július 23.) Nobel-díjas amerikai fizikus.
1979-ben kapta meg a fizikai Nobel-díjat (kollégáival Abdus Salammal és Sheldon Glashowval) az elektromágnességet és a gyenge kölcsönhatást egyesítő elektrogyenge kölcsönhatás elméletének kidolgozásáért.

## Pályafutása
Weinberg BSc-fokozatát a Cornell Egyetemen szerezte meg 1954-ben, a PhD-fokozatot pedig fizikából a Princetoni Egyetemen 1957-ben, ahol Sam Treiman vezetése mellett tanult. Jelenleg a fizika és csillagászat professzora a Texasi Egyetemen Austinban.
Jelentős tudomány-népszerűsítő könyve Az első három perc (The First Three Minutes) nagy népszerűségnek örvend, mint Stephen Hawking Az idő rövid története (A Brief History of Time) című írása.
2020 szeptember 10-én neki ítélték a "Breakthrough Prize In Fundamental Physics" díjat. https://breakthroughprize.org/News/61

## Magyarul megjelent művei
- Az első három perc; ford. Gajzágó Éva; Gondolat, Bp., 1982
- Csillagokra látni. Természettudomány és filozófia; ford. Garai Attila; HVG Könyvek, Bp., 2005
- A világ megismerése. Hogyan alakult ki a modern természettudomány; ford. Both Előd; Akkord, Bp., 2016